# Zwartkopstruikgors
De zwartkopstruikgors (Arremon atricapillus) is een zangvogel uit de familie Emberizidae (gorzen).

## Verspreiding en leefgebied
Deze soort telt 2 ondersoorten:
- A. a. atricapillus: noordelijk Colombia.
- A. a. tacarcunae: oostelijk Panama.